# Dag van bekentenis
Dag van bekentenis (originele titel: Day of confession) is een thriller uit 1998 van de Amerikaanse auteur Allan Folsom.

## Verhaal
Harry Addison, een advocaat in Hollywood, ontvangt een onsamenhangend telefoonbericht van zijn broer Danny uit Rome, waaruit een totale paniek en hulpeloosheid blijkt. Dit telefoonbericht komt bovendien totaal onverwacht omdat beide broers al jarenlang geen contact meer met elkaar onderhielden.
Dan ontvangt Harry Addison een telefoonbericht van het aartsbisdom in Rome met de mededeling dat zijn broer omgekomen tijdens een aanslag op een touringcar. Hij vertrekt vervolgens naar Rome om het lichaam van zijn broer te identificeren en naar huis te begeleiden.
Bij aankomst op het vliegveld van Rome wordt hij bij de douane aangehouden en ondervraagd door de Italiaanse politie over zijn bezoek aan Italië. Als snel blijkt dat zij hem verdenken van betrokkenheid bij de moord op de kardinaal-vicaris van Rome, acht dagen eerder.
De Italiaanse politie onderzoekt of er mogelijk een verband bestaat tussen de aanslag op de touringcar en de moord op de kardinaal-vicaris Lara.
Harry Addison weet te ontkomen aan de Italiaanse politie en zwerft door de achterbuurten van Rome. De politie start een grote klopjacht om Addison weer in handen te krijgen.
Voor Harry is maar één manier om zijn onschuld te bewijzen: zelf op onderzoek gaan en ontlastend bewijsmateriaal verzamelen.
Harry ontdekt dat een groep hooggeplaatste kardinalen binnen het Vaticaan het plan hebben opgevat China te bekeren tot het katholicisme. Om dit doel te bereiken moet een deel van het drinkwater worden verontreinigd...

## Personages
- Harry Addison, een advocaat in Hollywood, broer van Danny Addison;
- Daniël Addison, een priester in het Vaticaan en privésecretaris van kardinaal Marsciano;
- Hercules, een dwerg;
- Elena Voso, een Italiaanse non en verpleegkundige.

### Het vaticaan
- Giacomo Pecci, paus Leo XIV;
- Priester Bardoni, een assistent van kardinaal Marsciano;
- Uomini di Fiducia, de vertrouwensmannen van de paus
  - Kardinaal-vicaris Rosario parma;
  - Kardinaal Umberto Palastrina
  - Kardinaal Nicola Marciano'
  - Kardinaal Joseph Matadi;
  - Kardinaal Fabio Capizzi;
- Jacob Farel, de hoofdcommissaris van de Vaticaanse politie.

### Italiaanse politie
- Otello Roscani, een rechercheur Moordzaken;
- Gianni Pio, een rechercheur Moordzaken;
- Scala, een rechercheur Moordzaken;
- Castelletti, een rechercheur Moordzaken.

### Openbaar ministerie
- Mercello Taglia, de hoofdaanklager en hoofd van de Gruppo Cardinale.

### Chinezen
- Li Wen, een ambtenaar, ingenieur en controleur waterkwaliteit;
- Yan Yeh, de president van de Volksbank van China;
- Tjiang Youmei, de Chinese ambassadeur in Italië;
- Zjoe Yi, een gezant van het Ministerie van Buitenlandse Zaken;
- Tsjen Yin, een bloemenhandelaar.

### Overige
- Thomas José Álvarez-Rios Kind, een internationale terrorist;
- Adrianna Hall, een correspondent voor Word News Network;
- James Eaton, de eerste secretaris van de adviseur voor politieke aangelegenheden;
- Pierre Weggen, een Zwitserse investeringsbankier;
- Miguel Valera, een Spaanse communist.